# Rivière la Pipe
Pour les articles homonymes, voir Pipe (homonymie).
La rivière la Pipe est un tributaire de la rivière du Sault aux Cochons (via le lac Kakuskanus), coulant sur la rive Nord-Ouest du fleuve Saint-Laurent, dans la Province de Québec, au Canada. Le cours de cette rivière traverse les municipalités régionales de comté (MRC) de :
- Le Fjord-du-Saguenay, dans la région administrative de la Saguenay-Lac-Saint-Jean, dans le territoire non organisé Mont-Valin ;
- La Haute-Côte-Nord, dans la région administrative de la Côte-Nord, dans le territoire non organisé La Haute-Côte-Nord.

Surtout pour les besoins de la foresterie, quelques routes forestières secondaires desservent la partie Nord du lac et d’autres du côté Sud. Ces routes forestières se relient par le Sud à la route R0953 qui relie Labrieville au lac Pamouscachiou, dans le secteur au Nord du Lac Saint-Jean,,.
La foresterie constitue la principale activité économique du secteur ; les activités récréotouristique, en second.
La surface de la rivière la Pipe habituellement gelée de la fin novembre au début avril, toutefois la circulation sécuritaire sur la glace se fait généralement de la mi-décembre à la fin mars.

## Géographie
Les principaux bassins versants voisins de la rivière la Pipe sont :
- côté Nord : lac Monseigneur-Bourdages, rivière du Sault aux Cochons, rivière aux Sables (réservoir Pipmuacan), réservoir Pipmuacan, rivière Lionnet, rivière Andrieux, rivière Betsiamites ;
- côté Est : lac Kakuskanus, lac des Baies, lac du Sault aux Cochons, rivière du Sault aux Cochons, rivière Betsiamites, rivière Desroches, rivière Leman ;
- côté Sud : lac Portneuf (rivière Portneuf), lac du Dégelis, rivière Portneuf (Côte-Nord), rivière Jos-Ross ;
- côté Ouest : rivière aux Sables (réservoir Pipmuacan)[2].

La rivière la Pipe prend sa source à l’embouchure du lac Germain (longueur : 4,0 km ; altitude : 578 m), en zone forestière. Cette source est située à :
- 22,3 km au Sud-Est d’une baie de l’Est du réservoir Pipmuacan, correspondant à l’embouchure de la rivière aux Sables (réservoir Pipmuacan) ;
- 51,7 km au Sud-Est du centre du village de Labrieville ;
- 13,8 km au Nord-Ouest de l’embouchure de la rivière la Pipe (confluence avec le lac Kakuskanus) ;
- 104,7 km au Nord-Ouest de la confluence de la rivière du Sault aux Cochons et du fleuve Saint-Laurent, à Forestville ;
- 120,5 km à l’Ouest de l’embouchure de la rivière Betsiamites[2].

À partir de l’embouchure du lac Germain, le cours de la rivière la Pipe descend sur 24,3 km, selon les segments suivants :
- 4,0 km vers l’Est, en formant une courbe vers le Nord jusqu’à la limite Ouest du canton d’Amos ;
- 20,3 km vers l’Est dans le canton d’Amos, jusqu’à la rive Ouest du lac Kakuskanus[2].

L'embouchure de la rivière la Pipe se déverse sur la rive Ouest au fond d’une baie du lac Kakuskanus dans le territoire non organisé de Mont-Valin. Cette confluence de la rivière la Pipe située à :
- 16,3 km au Sud-Ouest d’une baie du Sud-Est du réservoir Pipmuacan ;
- 39,0 km au Sud-Est du centre du village de Labrieville ;
- 93,4 km au Nord-Ouest de la confluence de la rivière du Sault aux Cochons et du fleuve Saint-Laurent ;
- 107,9 km au Sud-Ouest de l’embouchure de la rivière Betsiamites[2].

## Toponymie
Le terme « Pipe » est associé à cette rivière et au lac la Pipe dont la décharge se déverse dans la rivière du même nom.
Le toponyme "Rivière la Pipe" a été officialisé le 29 mars 1996 à la Banque des noms de lieux de la Commission de toponymie du Québec.